# Balutxistan Occidental

Bandera del Balutxistan Occidental

Balutxistan Occidental (en balutxi: گۏریچی بلۏچستان) o Balutxistan afganès, és la part del Balutxistan que roman sota administració iraniana. És una regió muntanyosa i àrida que inclou part del sud i el sud-oest de l'Afganistan. S'estén pel sud-est de l'Iran i l'oest del Pakistan i rep el nom del poble Balutxi.
El territori comprèn la província de Sistan i Balutxistan, i tradicionalment ha estat coneguda amb el nom de Makran. Limita a l'est amb el Balutxistan Oriental i al sud amb el Golf d'Oman. Està dins la província de Nimruz, vorejant al sud a la província de Helmand i la província de Kandahar de l'Afganistan.